# Quizás, quizás, quizás
„Quizás, quizás, quizás“ (engl. „Perhaps, Perhaps, Perhaps“, zu dt. „Vielleicht, vielleicht, vielleicht“) ist ein 1947 von dem Kubaner Osvaldo Farrés geschriebener Bolero-Chachacha in spanischer Sprache.
Ein englischer Text dazu wurde von Joe Davis geschrieben.

## Interpretationen
Die Gordon-Jenkins-Version, die Tony Bavaar sang, wurde am 12. August 1949 aufgenommen und von Decca Records unter der Katalog-Nummer 24720 veröffentlicht.
Nat King Cole sang den Song regelmäßig mit starkem amerikanischen Akzent; seine Version erschien 1958 auf dem Album Cole Español.
Die Version von Doris Day wurde am 5. November 1964 für die Columbia Records aufgenommen, aber nicht als Single veröffentlicht. Das Lied ist Bestandteil ihres Albums Latin for Lovers.
Daneben haben auch andere Interpreten dieses Lied aufgenommen, darunter Andrea Bocelli, Connie Francis, Trini Lopez, Pérez Prado, Rigo Tovar, Sonora Matancera, Xavier Cugat, Mantovani, The Stargazers, Pepe Jaramillo, Mayte Mateos (Sängerin von Baccara), Cake (auf dem Album Fashion Nugget), The Pussycat Dolls (Album: Doll Domination) und Geri Halliwell (auf dem Soundtrack America's Sweethearts) sowie ihre Spice-Girls-Kollegin Emma Bunton.
Die türkische Ska-Band Athena coverte den Song unter dem Namen „Senden, benden, bizden“, der jamaikanische Ska-Musiker Prince Buster nahm das Lied in den 1960er Jahren als „Rude, Rude, Rudee“ auf.
Die bekanntesten Instrumentalversionen des Titels stammen vom Orchester Mantovani, 1963 als Cha-Cha-Cha arrangiert und 1965 vom Jazz-Klarinettisten Mr. Acker Bilk als blues-artig interpretierte, langsame Rumba.

## Verwendung in Film und Fernsehen
Eine Szene des australischen Films Strictly Ballroom (1992) benutzte die Version von Doris Day.
Sara Montiels Version wurde als Voll-Playback von Gael García Bernal in dem Film La Mala Educación – Schlechte Erziehung benutzt.
Die spanische Version wurde auch in den Filmen In the Mood for Love, 2046 und Brokeback Mountain verwendet. Interpretiert wurde das Lied in In the Mood for Love und 2046 durch Nat King Cole.
Das Lied findet sich auch in dem Film Running with Scissors wieder.
Eine von Mari Wilson gesungene englische Version ist die Titelmusik der britischen Sitcom Coupling.
In der Kommissar-Stolberg-Folge "Himmel und Hölle" kommt die Version von Cake gleich zu Beginn des Films.
2020 wurde die Doris Day-Version in den Soundtrack des ZDF-Fernsehfilms Immer der Nase nach integriert.